# Pardosa palustris
Pardosa palustris es una especie de araña araneomorfa del género Pardosa, familia Lycosidae. Fue descrita científicamente por Linnaeus en 1758.
Habita en EE. UU. (Alaska), Canadá, Europa, Turquía, Rusia (Europa al Lejano Oriente), Kazajistán, Asia Central, China, Corea e Irán.